# Hangmat-arrest
Hangmat (HR 8 oktober 2010, NJ 2011/465; ECLI:NL:HR:2010:BM6095) is een belangrijk arrest van de Nederlandse Hoge Raad van 8 oktober 2010 inzake aansprakelijkheid van (mede)bezitters voor een gebrekkige opstal. Het wordt in de rechtswetenschap en rechtspraktijk als standaardarrest beschouwd.

## Casus en procesverloop
A. heeft op 13 juli 2005 in haar tuin een hangmat opgehangen aan een gemetselde pilaar. Nadat zij in die hangmat is gaan liggen is de pilaar kort boven de grond afgebroken en over haar heen gevallen, ten gevolge waarvan zij een hoge complete dwarslaesie en een gebroken kaak, neus, jukbeen, oogkas en rib heeft opgelopen. Zij zal haar armen en benen nooit meer kunnen gebruiken en is voor de rest van haar leven rolstoelgebonden en van de hulp van derden afhankelijk. A. en B. zijn op 24 augustus 2005 (in het ziekenhuis) in het huwelijk getreden.
A. en B. zijn gezamenlijk eigenaar van de pilaar. Op advies van haar adviseur besluit A. haar echtgenoot aan te spreken, niet omdat zij hem enig verwijt maakt, maar omdat hij bezitter is van de pilaar (een opstal) en aldus jegens haar aansprakelijk is. A. en B. hebben ten behoeve van hen beiden een Aansprakelijkheidsverzekering voor Particulieren afgesloten bij Achmea, zodat een eventueel door B. te betalen schadevergoeding door Achmea vergoed zal moeten worden.
Op 21 februari 2008 dagvaardt A. zowel haar echtgenoot B. als Achmea Schadeverzekeringen N.V. voor de rechtbank 's-Hertogenbosch en vordert (1) een verklaring voor recht dat B. jegens haar aansprakelijk is en (2) een hoofdelijke veroordeling van B. en Achmea tot vergoeding van de schade nader op te maken bij staat. A. baseert haar vordering op B. op artikel 6:174 lid 1 BW. Deze bepaling luidt:

De bezitter van een opstal die niet voldoet aan de eisen die men daaraan in de gegeven omstandigheden mag stellen, en daardoor gevaar voor personen of zaken oplevert, is, wanneer dit gevaar zich verwezenlijkt, aansprakelijk, tenzij aansprakelijkheid op grond van de vorige afdeling zou hebben ontbroken indien hij dit gevaar op het tijdstip van het ontstaan ervan zou hebben gekend.

De vordering op Achmea is gebaseerd op artikel 7:954 BW.

## Rechtsvraag
Is de (mede)bezitter — hier: B. — van een gebrekkige opstal uit hoofde van art. 6:174 aansprakelijk voor de schade die een andere medebezitter — hier: A. — als gevolg van dat gebrek lijdt? (Ja.)

## Beoordeling door de rechtbank
De rechtbank 's-Hertogenbosch beantwoordt de vraag of een bezitter zijn medebezitter aansprakelijk kan stellen op grond van artikel 6:174 BW bevestigend en stelt de te vergoeden schade op 50%. De andere helft moet A. zelf dragen. De rechtbank beveelt bij tussenvonnis een comparitie van partijen, bepaalt dat van het vonnis hoger beroep kan worden ingesteld voordat het eindvonnis is gewezen en houdt iedere verdere beslissing aan.
Achmea c.s. stellen sprongcassatie in tegen het tussenvonnis. A. stelt incidenteel beroep in cassatie in.

## Beoordeling door de Hoge Raad
Achmea c.s. richten zich in cassatie tegen het oordeel van de rechtbank dat A. zich jegens hen kan beroepen op aansprakelijkheid van art. 6:174. Zij stellen dat art. 6:174 uitsluitend een risicoaansprakelijkheid vestigt jegens derden, en dus niet ook jegens (mede)bezitters.
De Hoge Raad formuleert eerst de kernvraag:

4.3.4 De kernvraag is of het recht bescherming behoort te verlenen aan degene die, hoewel de aansprakelijkheid van art. 6:174 niet is gebaseerd op overtreding van enigerlei gedragsnorm, zelf in zekere zin medeverantwoordelijk geacht kan worden voor de gebrekkige opstal. Bij de geschetste stand van zaken, waarbij de wetgever de door [verweerster] bepleite aansprakelijkheid niet heeft uitgesloten, hangt de te maken keuze af van wat naar maatschappelijke opvattingen, in aanmerking genomen de belangen van de benadeelde, de bezitter en de aansprakelijkheidsverzekeraar, het meest redelijk moet worden geacht als reikwijdte van art. 6:174. Die keuze valt uit ten gunste van het standpunt van [verweerster].
Daarbij wordt het volgende in aanmerking genomen.

De Hoge Raad beantwoordt in dit arrest dus een kwestie waar de wetgever niet aan heeft gedacht. Bij de totstandkoming van het wetsartikel is alleen aandacht geschonken aan de positie van een buitenstaander die schade oploopt door een ondeugdelijke onroerende zaak. Voor de hier opgeworpen vraag of de ene mede-bezitter ook jegens een andere mede-bezitter aansprakelijk zou kunnen zijn is er in de wetgevingsgeschiedenis geen enkel aanknopingspunt te vinden. Het is alleen nergens 'uitgesloten' en dat gebruikt de Hoge Raad als opening. Dit arrest is een goed voorbeeld van de 'rechtsvormende' taak van het college. De overweging somt op welke belangen in aanmerking worden genomen (benadeelde, bezitter en verzekeraar) en maakt duidelijk dat het hier om een redelijkheidsoordeel gaat, gebaseerd op maatschappelijke opvattingen, zoals de Hoge Raad die ziet. Het arrest vervolgt dan:  

4.3.5.Het behoort tot de algemene doelstelling van de kwalitatieve aansprakelijkheid van art. 6:174 dat op de benadeelden niet het risico wordt afgewenteld dat niet of niet eenvoudig kan worden bepaald en bewezen wie voor de door het gebrek veroorzaakte schade eventueel aansprakelijk kan worden gehouden op grond van de schuldaansprakelijkheid van art. 6:162 BW. Deze beschermingsgedachte gaat evenzeer op voor de benadeelde medebezitter.
Het behoeft geen betoog dat het belang van de benadeelde medebezitter, die zijn schade niet (eenvoudig) elders vergoed kan krijgen, om te worden beschermd door het aannemen van aansprakelijkheid van de (mede)bezitter en de daardoor geboden mogelijkheid van verhaal onder de aansprakelijkheidsverzekering van de andere medebezitter, een zwaarwegend belang is. Zoals in [de wetsgeschiedenis] is vermeld, wordt vanouds aan de benadeelde het recht gegeven zich voor schadevergoeding te wenden tot degene tot wiens vermogen het bouwwerk behoort. Met dit uitgangspunt strookt niet elke aanspraak jegens de bezitter aan de medebezitter te onthouden op de enkele grond dat deze opstal ook tot het vermogen van de medebezitter behoort. Het feit dat degene die als (enig) bezitter schade ondervindt als gevolg van een gebrek in de opstal niet zichzelf of zijn aansprakelijkheidsverzekeraar kan aanspreken en de eigen schade zelf moet dragen, is geen voldoende klemmende reden de benadeelde medebezitter geen enkele aanspraak jegens de andere bezitter(s) toe te kennen.

Ten aanzien van het gedeelte dat nu werkelijk vergoed moet worden stelt de Hoge Raad het volgende:

Een benadeelde derde kan voor de door hem als gevolg van het gebrek geleden schade iedere bezitter van de opstal, die tegenover hem hoofdelijk aansprakelijk is (art. 6:180 lid 1), voor het geheel aanspreken. In hun onderlinge verhouding zijn de bezitters in beginsel verplicht in de schuld en in de kosten bij te dragen voor het gedeelte van de schuld dat hun in hun onderlinge verhouding aangaat (art. 6:10 lid 1 BW). Dit gedeelte moet in het algemeen worden gesteld op het gedeelte dat overeenkomt met ieders aandeel in de opstal. (...) Indien de medebezitter die schade lijdt ten gevolge van het gebrek geen enkele aanspraak zou hebben tegenover andere bezitters van de opstal, zou hij de schade volledig zelf moeten dragen en zouden de andere bezitters niets behoeven bij te dragen, hoewel ook zij in dezelfde relatie tot de gebrekkige opstal staan als de medebezitter die schade lijdt ten gevolge van het gebrek. Het is, vorenbedoeld uitgangspunt in aanmerking genomen, uit maatschappelijk oogpunt redelijker de schade van de benadeelde over alle bezitters te verdelen dan uitsluitend de benadeelde medebezitter de schade te laten dragen.

Het middel kan niet slagen.
A. richt zich in cassatie tegen het oordeel van de rechtbank dat Achmea c.s. in geen geval voor meer dan 50% van de geleden schade aansprakelijk zijn. Daartoe overweegt de Hoge Raad:

5.2.2	Redelijke wetstoepassing brengt mee dat de benadeelde medebezitter zelf dat gedeelte van de door hem geleden schade draagt dat overeenkomt met zijn aandeel in de opstal, zodat hij op grond van art. 6:174 in zoverre geen aanspraak heeft op schadevergoeding jegens de andere medebezitter(s) (die dan, mede in verband met art. 6:102 lid 2 BW, voor het overige gedeelte van de schade jegens hem hoofdelijk aansprakelijk zijn). Gelet daarop heeft de rechtbank — die, in cassatie onbestreden, tot uitgangspunt heeft genomen dat A. en B. elk voor 50% in de opstal gerechtigd zijn — met juistheid geoordeeld dat B. als de — enige — (mede)bezitter jegens A. aansprakelijk is tot maximaal 50% van de schade. (...)

Het voorgaande brengt voorts mee dat van een regresvordering van de aangesproken medebezitter op de benadeelde bezitter geen sprake kan zijn.

De Hoge Raad verwerpt beide beroepen. Achmea heeft de zaak snel na het wijzen van het arrest met A. geschikt. Een schadestaatprocedure is daarom uitgebleven.

## Conclusie en relevantie
De beantwoording van de vraag of de bezitter van een gebrekkige opstal aansprakelijk is voor schade geleden door een medebezitter beantwoordt de Hoge Raad bevestigend, met dien verstande dat het slachtoffer de schade zelf moet dragen voor het deel dat overeenkomt met zijn aandeel in de opstal.
Ton Hartlief vroeg zich in zijn noot onder het arrest af of de aansprakelijkheid van de bezitter tegenover zijn medebezitter ook zal gelden in geval van artikel 6:173 (aansprakelijkheid voor gebrekkige roerende zaken) en artikel 6:179 (aansprakelijkheid voor dieren). Gelet op de wetsgeschiedenis, de maatschappelijke opvattingen en ieders belangen (dezelfde maatstaven die de Hoge Raad in deze zaak hanteert) stelde hij dat de Hoge Raad zeer waarschijnlijk tot dezelfde uitkomst zou komen. In 2016 oordeelde de Hoge Raad echter in het arrest Manegepaard Imagine (HR 29 januari 2016, ECLI:NL:HR:2016:162) dat de Hangmat-jurisprudentie niet van toepassing is tussen medebezitters van dieren. Waar artikel 6:174 ziet op bescherming tegen een verborgen gebrek, beschermt artikel 6:179 tegen een aan het dier inherent en dus 'steeds kenbaar' gevaar. Van de medebezitters van een dier kan dan ook eerder verwacht worden dat zij een ongevallen- of arbeidsongeschiktheidsverzekering afsluiten, aldus de Hoge Raad.